# Куряш (газета)
Куряш — общественно-политическая газета, на татарском языке, издававшееся в Уфе в 1918 году. Редактор — Г. С. Баимбетов. Орган комиссариата по делам мусульман при Уфимском губернском СНК. Освещала деятельность Советского правительства, Наркомата по делам национальностей и Центра мусульманского (Татаро-Башкирского) комиссариата по осуществлению национальной политики.
Печаталась в городе Уфе с 24 января по 3 июля 1918 г. Издано 68 номеров.
Издавалась изначально под названием «Эшче, солдат һәм крестьян депутатлары Советларының Уфа виялать инкыйлабы комитеты депутатлары һәм Мөселман хәрби шурасы мөхбире» («Известия Уфимского губревкома Советов рабочих, солдатских и крестьянских депутатов и Мусульманского военного совета»), после прекращения выхода в Уфе газета «Алга», из-за отъезда её организаторов А. Хабиби и Б. Нариманова в город Оренбург. Освещала деятельность Советского правительства, Наркомата по делам национальностей и Центра мусульманского (Татаро-Башкирского) комиссариата по осуществлению национальной политики, вела пропаганду положения Декларации прав трудящихся и эксплуатируемого народа (принята 12 января 1918 г. на 3-м Всероссийском съезде Советов).

## Содержание
Основные разделы: «Действия Центрального правительства», «Действия местной власти», «По России», «По губернии», «Уфимская жизнь», «Военный обзор».
Выходили перепечатки из газеты «Чулпан» (Москва).
В газете были опубликованы Положение Наркомата по делам национальностей от 22 марта 1918 г. о Татаро-Башкирской Советской Республике и положительные отклики на него. Подробно освещались решения Совещания по созыву Учредительного съезда Советов Татаро-Башкирской Республики, состоявшегося в мае 1918 г.

## Сотрудники
С газетой активно сотрудничали левые эсеры.
Среди активных авторов — Ф. Ахмедов, Г. Давлетшин, С. Шарафутдинов.